# Port lotniczy Saarbrücken
Port lotniczy Saarbrücken (Flughafen Saarbrücken) – port lotniczy położony 15 km od Saarbrücken. Port lotniczy położony jest w odległości 5 km od autostrady A6. W 2011 obsłużył 452 314 pasażerów.

## Linie lotnicze i połączenia
| Linia lotnicza    | Kierunek |
| ----------------- | --- |
| Corendon Airlines | Sezonowo: 1. Antalya |
| DAT               | 1. Berlin 2. Hamburg |
| Eurowings         | Sezonowo: 1. Palma de Mallorca                                                                                             |
| Freebird Airlines | Sezonowe czartery: 1. Hurghada (od 1 listopada 2023)                                                                       |
| SmartLynx         | Sezonowe czartery: 1. Fuerteventura 2. Gran Canaria 3. Heraklion 4. Kos 5. Palma de Mallorca 6. Rodos 7. Teneryfa-Południe |
| SunExpress        | 1. Antalya Sezonowo: 1. Izmir                                                                                              |